# Roc Nation
Roc Nation es una compañía discográfica estadounidense. La discográfica es distribuida por Universal Music Group. La empresa principal es administrada en colaboración con Warner/Chappell Music.

## Historia
En abril de 2008, Live Nation se asoció con Jay-Z para la creación de Roc Nation. En 2008, el artista estadounidense de hip hop Jay-Z y noruegos compositores-productores Mikkel S. Eriksen y Tor Erik Hermansen del dúo de productores Stargate formaron la discográfica de Star Roc. La discográfia fue una asociación entre Stargate y Roc Nation. Star Roc tiene sedes y estudios de grabación en Manhattan y en Nueva York.
A principios de abril de 2013, Roc Nation formó una nueva división de la gestión deportiva, Roc Nation Sports. La nueva compañía actuará como intermediario entre los deportistas de alto nivel y los equipos deportivos y las empresas que buscan sacar provecho de sus habilidades. También se anunció que en mayo de 2013 que Jay-Z firmó un acuerdo de varios años con Universal Music Group para distribuir todos los futuros álbumes de Roc Nation y Warner/Chappell Music para la administración a nivel global de la empresa.

## Artistas
- Belly[3]
- Buju Banton
- Cazzu
- DOROTHY[4]
- Farina
- J. Cole[5]
- Jaden[6]
- Jay Electronica[7]
- Jay-Z (fundador)[8]
- Jess Glynne
- Justine Skye
- Mozart La Para[9]
- Rihanna[10]
- Tainy
- The Anxiety (formado por Willow Smith[11] y Tyler Cole)
- The Lox[12]
- Vic Mensa[13]

• Yailin la más viral 